# 영등포구 을 (1963년 선거구)
영등포구 을은 대한민국의 옛 국회의원 선거구이다. 당시 서울특별시 영등포구의 일부 지역을 관할했다.

## 역사
6대 국회의원 선거를 앞두고 영등포구 갑 지역과 시흥군에서 편입된 지역을 토대로 신설되었다.
8대 국회의원 선거를 앞두고 영등포구 병과 영등포구 정으로 분구되면서 폐지되었다.

## 역대 국회의원
| 선거   | 정당 | 정당   | 의원   |
| ------ | ---- | ------ | ------ |
| 1963년 |      | 민정당 | 박한상 |
| 1967년 |      | 신민당 | 박한상 |

## 역대 선거 결과

### 대한민국 제6대 국회의원 선거
|  | 29.64% |

|  | 22.02% |

|  | 17.77% |

|  | 14.69% |

|  | 11.07% |

|  | 1.91% |

|  | 1.80% |

|  | 1.05% |

### 대한민국 제7대 국회의원 선거
|  | 60.17% |

|  | 36.19% |

|  | 1.49% |

|  | 1.37% |

|  | 0.75% |

|  | 0% |